# 房三益
房三益（460年代—520年代），字敬安，东清河郡绎幕县（今山东省淄博市博山区）人，祖籍清河郡东武城县（今河北省衡水市故城县），刘宋、北魏官员。房崇吉从弟。
从南陽归附北魏。魏孝文帝和房三益交谈，对他有好印象：「三益内心明白，殊不恶。」拜为員外散騎侍郎。出为太山郡太守。转任兖州左軍府司馬，所在以清廉静稳的性格著称。召還，担任左将軍。正光年間，去世，享年六十三岁。

## 子
房三益有九子：
- 房士隆，長子，興和年間，担任東清河郡太守，兼盤陽鎮将
- 房士達
- 房士素，武定末年，担任太尉諮議参軍
- 房士章，担任尚書郎[2]